# وین (ایلینوی)
وین، ایلینوی (به انگلیسی: Vienna, Illinois) یک شهر در ایالات متحده آمریکا با جمعیت ۱٬۴۳۴ نفر است که در ایلی‌نوی واقع شده‌است.

## موقعیت جغرافیایی
موقعیت جغرافیایی شهرها و مناطق اطراف به شرح زیر است: